# زوونیمیر یوریچ
زوونیمیر یوریچ (انگلیسی: Zvonimir Jurić؛ زادهٔ ۱۰ آوریل ۱۹۷۶) بازیکن فوتبال بازنشسته اهل کرواسی است.
از باشگاه‌هایی که در آن بازی کرده‌است می‌توان به باشگاه فوتبال زادار اشاره کرد.

## آمارها
نمایش در لیگ فوتبال کرواسی
| فصل     | تعداد بازی | تعداد گل |
| ------- | ---------- | -------- |
| ۱۹۹۳–۹۴ | ۲          | ۰        |
| ۱۹۹۴–۹۵ | ۹          | ۰        |
| ۱۹۹۵–۹۶ | ۲۹         | ۰        |
| ۱۹۹۶–۹۷ | ۲۴         | ۰        |
| ۱۹۹۷–۹۸ | ۸          | ۰        |
| ۱۹۹۸–۹۹ | ۲۶         | ۰        |
| ۲۰۰۱–۰۲ | ۲۸         | ۲        |
| ۲۰۰۲–۰۳ | ۲۵         | ۰        |
| ۲۰۰۳–۰۴ | ۲۸         | ۱        |
| ۲۰۰۴–۰۵ | ۲۷         | ۰        |
| Total   | ۲۰۶        | ۳        |